# Franjo Wölfl
Franjo „Mara“ Wölfl – auch Franjo Velfl – (* 18. Mai 1918 in Zagreb; † 8. Juli 1987 ebenda) war ein kroatischer Fußballspieler. Mit der jugoslawischen Nationalmannschaft gewann er 1948 olympisches Silber. Mit Građanski und Dinamo Zagreb wurde er Landesmeister. Er gilt als einer der herausragenden Stürmer der jugoslawischen und kroatischen Fußballgeschichte.

## Laufbahn
Franjo Wölfl begann mit dem Fußball 1934 bei HŠK Concordia Zagreb. Zur Ausbildung als Mechaniker zog es ihn 1935 in die Tschechoslowakei, wo er beim seinerzeitigen Erstligisten SK Viktoria Plzeň seine Fußballerlaufbahn fortsetzte. 1938 kehrte er zurück nach Zagreb, wo er sich nun HŠK Građanski anschloss.
Noch im Dezember desselben Jahres gab er in Warschau sein Debüt für die jugoslawische Nationalmannschaft. Die Polen führten bereits 2:0, doch kurz vor der Halbzeitpause konnte Wölfl mit seinem ersten Länderspieltreffer auf 1:2 verkürzen. Zwanzig Minuten vor Spielende brachte er Jugoslawien sogar mit 3:2 in Führung, doch der Star der Gastgeber Ernst Willimowski vermochte mit seinem zweiten Tor noch zum 4:4 Endstand auszugleichen.
Bis zur kurzen Phase der kurzen kroatischen Unabhängigkeit von 1941 bis zum Ende des Zweiten Weltkriegs bestritt er noch drei weitere Spiele für Jugoslawien. Mit Građanski gewann er 1940 die Meisterschaft von Jugoslawien und 1943 die Meisterschaft Kroatiens, wo er mit 12 Treffern auch Torschützenkönig war. Zu den herausragenden Spielern des Vereins gehörten seinerzeit unter anderem Torwart Franjo Glaser und der Stürmer Stjepan Bobek.
Während des Krieges spielte Wölfl 18 Mal in der Kroatischen Nationalmannschaft und erzielte dabei 13 Tore, was ihn sowohl nach Anzahl von Spielen als auch von Toren zum Rekordspieler jener Ära machte. Noch 2010 befand er sich unter den 10 besten Torschützen in der Historie der kroatischen Nationalmannschaften.
Nach dem Ende des Krieges und der kommunistischen Machtübernahme wurden die Traditionsvereine wie Concordia und Građanski aufgelöst. Wölfl wechselte daraufhin zum neu gegründeten NK Dinamo Zagreb. Mit Dinamo gewann er die Landesmeisterschaften von 1950 und 1951 den weiland nach Marschall Tito benannten Pokalwettbewerb. In den Finalspielen bezwangen die Kroaten dabei FK Vojvodina Novi Sad zwei Mal mit 2:0. Bereits im Vorjahr drang Dinamo erstmals in das Pokalfinale vor, unterlag dort aber dem Hauptstadtverein Roter Stern nach einem 1:1 im Wiederholungsspiel klar mit 0:3. 1947 und 1948 wurde Wölfl Torschützenkönig der Liga mit 28 beziehungsweise 22 Treffern. In der Saison 1947/48 erzielte er beim 4:0-Sieg gegen Vardar Skopje alle Tore, darunter ein aus 45 Metern verwandelter Freistoß. Insgesamt erzielte er bis zu seinem Abschied 1953 79 Ligatore für Dinamo. Dinamos Angriffstrio jener Ära Ratko Kacijan – Franjo Wölfl – Željko Čajkovski ist bis heute in guter Erinnerung geblieben.
Ab 1946 wurde er auch wieder in die Nationalmannschaft des neuformierten Jugoslawien berufen, mit der er 1948 an den Olympischen Spielen in London teilnahm. Zu den jeweils mit 3:1 gewonnenen Viertel- und Halbfinalspielen gegen die Türkei und Großbritannien steuerte er jeweils einen Treffer bei. Er stand aber nicht in der Aufstellung der Mannschaft, die im Finale den mit den Stars Gunnar Nordahl, Gunnar Gren und Nils Liedholm angetretenen Schweden mit 1:3 unterlag. Im Mai 1951 bestritt er sein letztes von insgesamt 12 Länderspielen für Jugoslawien, in dem er 6 Tore erzielte.
1954 war er Mitglied des Selektionskomitees des Jugoslawischen Fußballverbandes im Rahmen der Vorbereitungen auf die Weltmeisterschaft 1954 und war 1956 einer der drei Trainer, die die kroatische Auswahl bei einem mit 5:2 gewonnenen Spiel gegen Indonesien betreuten. Zudem übte er zahlreiche Funktionen bei Dinamo Zagreb aus, wo er sich 1973, nach 27 Jahren beim Verein von der Position des Technischen Direktors zurückzog.

## Statistische Karriereübersicht

### Vereine
- 1938–1951 Jugoslawische Nationalmannschaft (12 Spiele / 6 Tore)
- 1940–1944 Kroatische Nationalmannschaft (18 Spiele / 13 Tore)
- 1934–1935 HŠK Concordia Zagreb
- 1935–1937 SK Viktoria Plzeň
- 1938–1945 HŠK Građanski Zagreb
- 1945–1953 NK Dinamo Zagreb

### Erfolge
- Olympische Spiele: Silbermedaille 1948
- Jugoslawischer Meister: 1940, 1950
- Jugoslawischer Pokalsieger: 1951
- Kroatischer Meister: 1943
- Torschützenkönig von Jugoslawien: 1947 (28 Tore), 1948 (22 Tore)
- Torschützenkönig von Kroatien: 1943 (12 Tore)